# Ioannis Theofilakis
Ioannis Theofilakis (n. 1879, Sparta, Peloponez, Grecia de Vest și Insulele Ionice⁠(d), Grecia – d. 1968) a fost un trăgător de tir ce a reprezentat Grecia, medaliat olimpic. A participat la 4 ediții ale Jocurilor Olimpice (1896, 1912, 1920, 1924) în care a câștigat o medalie de argint.